# 何植
何 植（か しょく、生没年不詳）は、中国三国時代の呉の武将・政治家。揚州丹陽郡句容県の人。父は何遂。姉は何姫（昭献皇后）。兄は何蔣・何洪。『三国志』呉志 孫和何姫伝 等に記述がある。

## 生涯
姉の何姫は呉の皇族の孫和の側室となり、孫晧を産んだ。孫晧は即位すると、孫休（景帝）の未亡人の朱氏を遠ざける一方で、生母の何姫を呼び寄せ皇太后としての待遇を与え、その一族も外戚として優遇した。何姫の弟の一人が何植である。
このため何植は思うままに出世を遂げたという。ある時、孫晧が既に死去し、何姫の子がそれに成り代わっているという噂が流れたため、それを真に受けた孫晧の寵臣である臨海太守の奚熙が挙兵しようとした。備海督の地位にあった何植は奚熙を攻め滅ぼし、一族を殺害した。
天紀3年（279年）には牛渚督から司徒に昇進し、張悌と共に政治の中心人物となった。晋が呉侵攻を開始すると、孫晧からどのように対処すべきかという手紙を送られ、方策を求められた。
小説『三国志演義』では、始めから司徒として登場する。晋が呉侵攻を開始すると、張悌と共に善後策を協議した人物として登場している。